# Nieszuflada.pl
Nieszuflada.pl, podtytuł: Serwis poetów – polski wortal poetycki, działający w ramach Fundacji Literatury w Internecie. Jeden z najpopularniejszych i najbardziej opiniotwórczych polskich portali poetyckich. Pełni rolę warsztatów poetyckich on-line, umożliwia każdemu publikację utworów, które następnie podlegają komentowaniu użytkowników.
Portal powstał w marcu 2002 roku, założony przez osoby związane uprzednio z serwisem Poezja Polska. Byli to: Justyna Radczyńska, Anna Maria Goławska, Mikołaj Kusiak, Radosław Dudzic, Sławomir Ochotny oraz Dariusz Pado. Na przełomie kilku lat Nieszufladę współtworzyli m.in. Monika Mosiewicz, Barbara Klicka, Maciej Woźniak, Jakub Winiarski, Piotr Czerniawski i Jacek Dehnel.

## Znaczenie i odbiór
W serwisie nieszuflada.pl swoje wczesne utwory publikowało wielu późniejszych uznanych poetów, na przykład: Kamila Janiak, Szczepan Kopyt, Julia Szychowiak, Marta Grundwald, Piotr Janicki, Dominik Bielicki, Tomasz Pułka, Kamil Zając, Marek Wojciechowski. Zamieszczali tam też swoje utwory już uznani poeci, tacy jak Miłosz Biedrzycki, Marta Podgórnik czy Zbigniew Machej. Na portalu wiersze swoje umieszczali też: Anna A. Tomaszewska, Michał Kobyliński, Dariusz Adamowski, Agnieszka Mirahina, Jaś Kapela.
Portal organizował konsultacje literackie, na których zaproszeni krytycy i poeci analizowali utwory początkujących twórców oraz liczne konkursy z nagrodami.
Znaczenie portalu znacznie zmalało po roku 2010, gdy pośród osób komentujących utwory znalazło się wiele internetowych trolli i część piszących przeniosło się gdzie indziej, np. do portalu Liternet.pl.